# Sipylus guttulinervis
Sipylus guttulinervis är en insektsart som beskrevs av Matsumura. Sipylus guttulinervis ingår i släktet Sipylus och familjen hornstritar. Inga underarter finns listade i Catalogue of Life.